# Marc Giró i Costa
Marc Giró i Costa (Barcelona, 18 de setembre de 1974) és un historiador de l'art i periodista català especialitzat en moda i estil.
Va llicenciar-se en història de l'art per la Universitat de Barcelona. Durant disset anys ha estat l'editor de moda de la revista Marie Claire, feina que ha combinat amb col·laboracions a programes de televisió com Les 1000 i una (TV3) presentat per Jordi González, Està passant (TV3) presentat per Toni Soler, Zapeando (La Sexta) presentat per Frank Blanco, En el aire (La Sexta) amb Andreu Buenafuente, Divendres (TV3) presentat per Xavi Coral i Helena García Melero i Espejo público (Antena 3) amb Susanna Griso. Des de 2019 presenta el programa Vostè primer a RAC1.
L'any 2016 va obtenir el Premi Bones Pràctiques de Comunicació no Sexista de l'Associació de Dones Periodistes de Catalunya, per la iniciativa d'introduir continguts feministes en clau d'humor en programes audiovisuals.
El Cap d'Any 2020-2021 va presentar les campanades a RAC1 en un especial emès des de la Casa Vicens.
El 2022 va ser reconegut amb el Memorial Pere Rodeja, atorgat pel Gremi de Llibreters de Catalunya.
Actualment presenta el late night show de RTVE Play dirigit per la seva parella Santi Villas i Rebeca Rodríguez, "Late Xou con Marc Giró" els dilluns a la nit. També per La 2 de TVE després del Cinema Classic els mateix dia. Anteriorment, l'havia presentat en català sota el nom de "Latexou" els diumenges a la nit a La 1 de Televisió Espanyola i RTVE Catalunya.